# Dharmakirti
Dharmakīrti (tibetano: ཆོས་ ཀྱི་ གྲགས་ པ་; Wylie: chos kyi grags pa), fue un influyente filósofo budista indio que trabajó en Nālandā (f. c. siglos vi o vii) como erudito laico (pandita). Fue uno de los eruditos clave de la escuela de epistemología (pramāṇa) en la filosofía budista y está asociado con las escuelas Yogācāra y Sautrāntika. Sus obras influyeron a los estudiosos de las siguientes escuelas de filosofía hindú: Mīmāṃsā, Nyaya, Vedanta y Shaiva, así como en los estudiosos del jainismo.
Su obra maestra, el Pramāṇavārttika (Comentario sobre epistemología), fue muy influyente en la India y el Tíbet como texto central sobre pramāṇa ('instrumentos de conocimiento válidos'). Este texto fue ampliamente comentado por varios eruditos indios y tibetanos. Sus textos siguen siendo parte de estudios en los monasterios del tibetanos.

## Historia
Poco se sabe con certeza sobre la vida de Dharmakīrti. Las hagiografías tibetanas sugieren que era un brahmán nacido en el sur de la India y sobrino del erudito de Mīmāṃsā, Kumārila Bhaṭṭa. Cuando era joven, Kumārila habló de manera abusiva hacia Dharmakīrti mientras tomaba sus ropas brahmínicas. Esto llevó a Dharmakīrti a tomar las túnicas de la orden budista, resolviendo "vencer a todos los herejes." Como estudiante de budismo, primero estudió con Isvarasena y luego se mudó a Nalanda, donde interactuó con Dharmapala del siglo VI.
La precisión de las hagiografías tibetanas es incierta, y los eruditos lo ubican en el siglo VII. Esto se debe a las inconsistencias en diferentes textos tibetanos y chinos, y porque es a mediados del siglo VII, y posteriormente, cuando los textos indios (como las obras de Adi Shankara) comienzan a discutir sus ideas.
A mediados del siglo VI, posiblemente para abordar las críticas sofisticadas de las tradiciones hindú y su uso del razonamiento (nyaya), el erudito budista Dignāga cambió el énfasis de la dialéctica budista a una epistemología más sistemática y lógica. Dharmakīrti siguió los pasos de Dignāga, y se le atribuyen doctrinas filosóficas sistemáticas sobre la epistemología, que Vincent Eltschinger afirma que tiene un "compromiso apologético directo".
Dharmakīrti vivió durante el colapso del Imperio Gupta, una época de gran inseguridad para las instituciones budistas. El papel de la epistemología y el razonamiento fue visto como una defensa intelectual contra los argumentos filosóficos hindúes formulados por tradiciones epistémicamente sofisticadas como la escuela Nyaya. Sin embargo, Dharmakīrti y sus seguidores también sostuvieron que el razonamiento era una herramienta importante para la soteriología.

## Filosofía

### Epistemología
La filosofía de Dharmakīrti se basa en la necesidad de establecer una teoría de la validez lógica y la certeza basada en la causalidad. Siguiendo el Pramāṇasamuccaya de Dignāga, Dharmakīrti también sostiene que solo hay dos instrumentos epistemológicos o 'cognición válida' (pramāṇa):
- "percepción" (pratyaksa) - un conocimiento no conceptual de elementos particulares que está limitado por la causalidad
- "inferencia" (anumāṇa) - el razonamiento lingüístico y conceptual

En el Pramāṇavārttika, Dharmakīrti define un pramana como una "cognición confiable". Lo que significa que una cognición sea confiable se ha interpretado de diferentes maneras. Siguiendo a comentaristas como Dharmottara, que lo definen en el sentido de que una cognición puede conducir a la obtención del objeto deseado, algunos eruditos modernos como José I. Cabezón han argumentado que Dharmakīrti está defendiendo una forma de pragmatismo.

Tom Tillemans escribe que Dharmakīrti defiende una forma débil de la teoría de la correspondencia, que sostiene que "confirmar la eficacia causal" (arthakriyāsthiti) es tener una justificación de que un objeto de cognición tiene los poderes causales que esperábamos. Esa justificación viene a través de cierto tipo de percepción no conceptual (pratyakṣa) que se dice que es una "fuente intrínseca de conocimiento" (svataḥ prāmāṇya) confiable. Dharmakīrti escribe que una cognición es válida si tiene una conexión causal con el objeto de la cognición a través de una percepción intrínsecamente válida y no conceptual del objeto que no se equivoca con respecto a su funcionalidad. Como dice Dharmakirti:
Un pramāṇa es una cognición confiable. En cuanto a confiabilidad, consiste en la conformidad de esta cognición con la capacidad del objeto para realizar una función" (Pramāṇavārttika 2.1ac).
Dharmakīrti también sostiene que hubo ciertas garantías epistémicas extraordinarias, como las palabras del Buda, de quien se decía que era una persona autorizada / confiable (pramāṇapuruṣa), así como la percepción 'inconcebible' de un yogui (yogipratyakṣa). Sobre la autoridad de las escrituras, Dharmakīrti tiene una posición moderada. Para Dharmakīrti, las escrituras (budistas o no) no son un medio genuino e independiente de cognición válida. Sostuvo que uno no debe usar las escrituras religiosas para guiarse en asuntos que pueden ser decididos por medios racionales y que uno no debe ser criticado por rechazar partes irrazonables de las escrituras de su propia escuela. Sin embargo, se debe confiar en las escrituras cuando se trata de "cosas radicalmente inaccesibles", como las leyes del karma y la soteriología. Sin embargo las escrituras son una fuente falible de conocimiento y no tienen ningún derecho a la certeza.

### Metafísica
Según el budólogo Tom Tillemans, las ideas de Dharmakīrti constituyen una filosofía nominalista que no está de acuerdo con la filosofía Madhyamaka, al afirmar que algunas entidades son reales. Dharmakīrti afirma que lo real son solo los elementos particulares que existen momentáneamente (svalakṣaṇa), y cualquier universal (sāmānyalakṣaṇa) es irreal y ficticio. Criticó la teoría de los universales de Nyaya argumentando que, dado que no tienen eficacia causal, no hay ninguna razón racional para postularlos. Lo que es real debe tener poderes (śakti), aptitud (yogyatā) o propiedades causales que es lo que individualiza un particular real como un objeto de percepción.

Dharmakīrti escribe:
"todo lo que tiene poderes causales (arthakriyāsamartha), eso realmente existe (paramārthasat)".
Los svalakṣaṇas no tienen partes, son indivisos, pero sin embargo imparten una fuerza causal que da lugar a cogniciones perceptivas, que son reflejos directos de los elementos particulares.
Para Dharmakīrti, los elementos en última instancia reales (paramārthasat) se contrastan con las entidades convencionalmente reales (saṃvṛtisat). Esto es parte de su presentación de la doctrina de las dos verdades. Lo convencionalmente real para Dharmakīrti se basa en categorías lingüísticas, construcciones intelectuales y superposiciones erróneas (como la idea de los universales) sobre el fluir de la realidad.
Según Dharmakīrti, la distorsión cognitiva de la percepción de los elementos últimos se produce durante el proceso de reconocimiento (pratyabhijñāna) y juicio perceptual (niścaya). Esto surge debido a tendencias latentes (vāsanā) en la mente que quedan de las impresiones pasadas. Estas disposiciones latentes se unen en representaciones construidas del objeto previamente experimentado en el momento de la percepción, y por tanto es un error impuesto a lo real. Es una pseudopercepción (pratyakṣābhāsa) que oculta (saṃvṛti) la realidad y, al mismo tiempo, es prácticamente útil para navegar por ella.
La ignorancia (avidyā) es conceptualidad y superposición superpuestas sobre la naturaleza naturalmente radiante (prabhāsvara) de la percepción pura. Al corregir estas impurezas de la percepción a través del cultivo mental, así como al usar la inferencia para obtener la "comprensión nacida de la reflexión racional" (cintāmayī prajñā), un yogui budista puede ver mejor la verdadera naturaleza de la realidad hasta que su percepción se perfecciona por completo. Dharmakīrti, de nuevo siguiendo a Dignāga, también sostiene que las cosas como son en sí mismas son "inefables" (avyapadeśya). El lenguaje nunca se trata de las cosas en sí mismas, solo de ficciones conceptuales, y por lo tanto, estos filósofos son nominalistas.
Debido a esta teoría, el tema principal para Dharmakirti es explicar cómo nuestros esquemas lingüísticos convencionales se refieren la percepción inefable y no conceptuale. Para explicar esta brecha entre el esquema conceptual y el contenido perceptual, Dharmakirti retoma la teoría de la "exclusión" (apoha) de Dignāga. La opinión de Dignāga es que "una palabra habla de entidades sólo si están calificadas por la negación de otras cosas". La visión única de Dharmakīrti de esta teoría nominalista, que subyace en todo su sistema, es reinterpretarla en términos de eficacia causal: arthakriyā (que también puede traducirse como "función télica" y "funcionalidad").
Dharmakīrti desarrolló su sistema filosófico para defender las doctrinas budistas, por lo que no es de extrañar que haya desarrollado una serie de argumentos a favor del renacimiento, las Cuatro Nobles Verdades, la autoridad del Buda, el karma, anatta y la compasión, así como para atacar puntos de vista brahmínicos como el autoridad de los Vedas. Dharmakīrti también defendió la teoría momentánea (kṣaṇikatva), que sostenía que los dharmas desaperecen espontáneamente en el momento en que surgen.

### Filosofía de la mente
Cuando se trata de la mente, Dharmakīrti defiende la teoría de Dignāga que establece que la conciencia es autorreflexiva (svasamvitti o svasaṃvedana). Ésta es la idea de que un acto de conciencia intencional también es consciente de sí mismo. Se dice que la conciencia se ilumina a sí misma como una lámpara que ilumina los objetos de una habitación y también a sí misma. Dharmakīrti también defiende la teoría Yogācāra de "solo conciencia" (vijñaptimātratā), que sostenía que los "objetos externos" de percepción no existen. Según Dharmakīrti, un objeto de cognición no es externo ni está separado del acto de cognición. Esto se debe a que el objeto "necesariamente se experimenta simultáneamente con la cognición" (Pramāṇavārttika 3.387). La opinión de que existe una dualidad (dvaya) entre un objeto (grāhya, "lo que es agarrado") y una cognición subjetiva (grāhaka, "lo que agarra") surge de la ignorancia.
La Sustanciación de otras corrientes mentales de Dharmakīrti (Saṃtānāntarasiddhi) es un tratado sobre la naturaleza de la corriente mental y la respuesta budista al problema de otras mentes. Dharmakīrti sostuvo que la corriente mental no tiene comienzo, pero también describió la corriente mental como una secuencia temporal.

## Textos
A Dharmakīrti se le atribuyen las siguientes obras principales:
- Saṃbandhaparikṣhāvrtti (Análisis de relaciones)
- Pramāṇaviniścaya (Determinación de la cognición válida)
- Pramāṇavārttika-kārika (Comentario sobre el 'Compendio de cognición válida' de Dignaga)
- Pramāṇavārttikasvavrtti (Auto-comentario sobre el Pramāṇavārttika)
- Nyāyabinduprakaraṇa (Gota de lógica)
- Hetubindunāmaprakaraṇa (Gota de Razón)
- Saṃtānāntarasiddhināmaprakaraṇa (Prueba de las corrientes mentales de los demás)
- Vādanyāyanāmaprakaraṇa (Razonamiento en debate)

Hay varios comentarios de pensadores posteriores sobre Dharmakīrti, los primeros comentaristas son los eruditos indios Devendrabuddhi (ca. 675 d. C.) y Sakyabuddhi (ca. 700 d. C.). Otros comentaristas indios incluyen Karṇakagomin, Prajñākaragupta, Manorathanandin, Ravigupta y Śaṅkaranandana.
Tuvo una gran influencia en el Tíbet, donde Phya pa Chos kyi Seng ge (1182-1251) escribió el primer resumen de sus obras, titulado "Eliminación del oscurecimiento mental con respecto a los siete tratados sobre cognición válida" (tshad ma sde bdun yid gi mun sel). Sakya Pandita escribió el "Tesoro sobre la ciencia de la cognición válida" (tshad ma rigs gter) e interpretó a Dharmakirti como un antirrealista contra el realismo de Phya pa. Estas dos interpretaciones principales de Dharmakīrti se convirtieron en la base de la mayoría de los debates de la epistemología tibetana.